# Llanos de Cáceres y Sierra de Fuentes

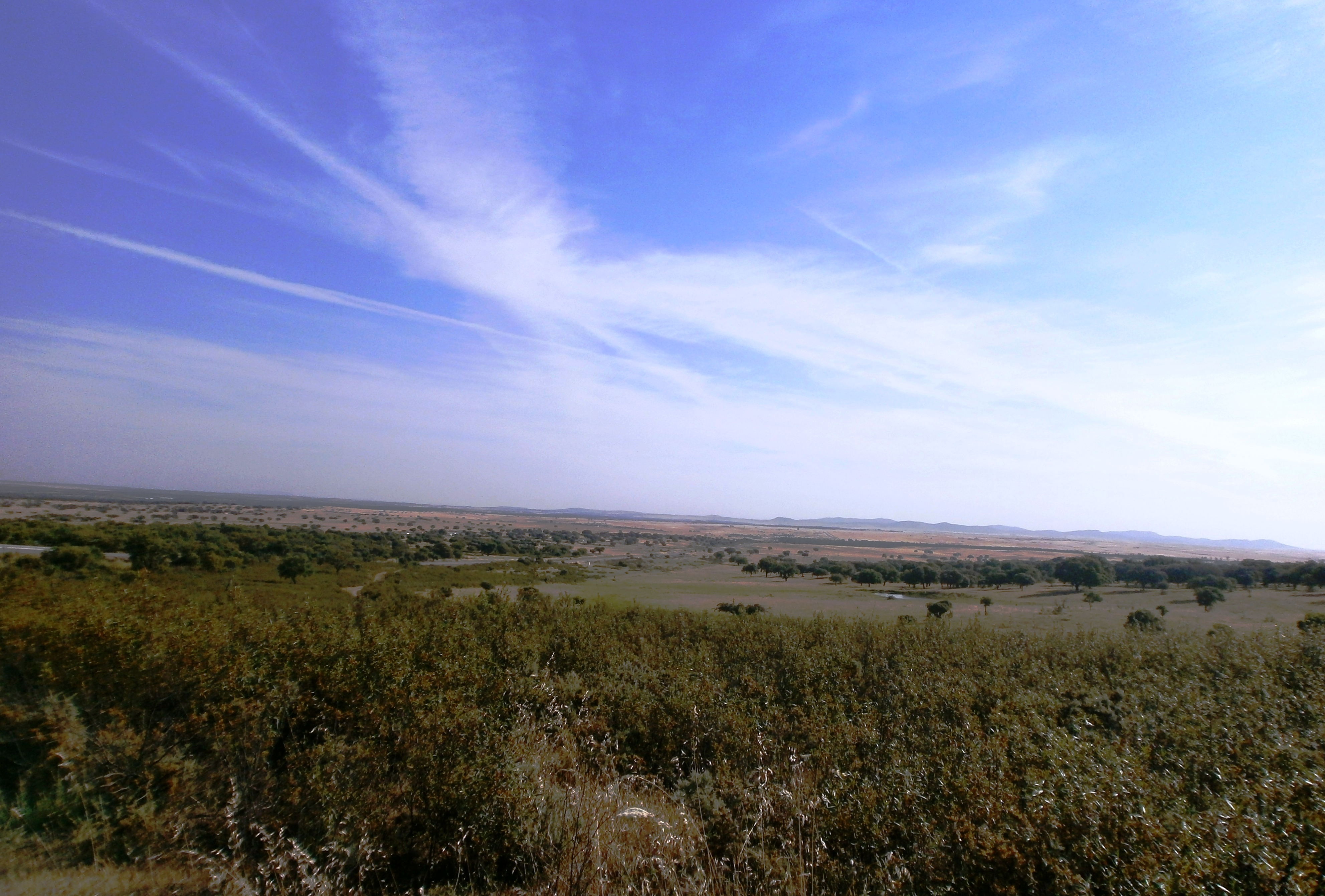
Vista desde el sur

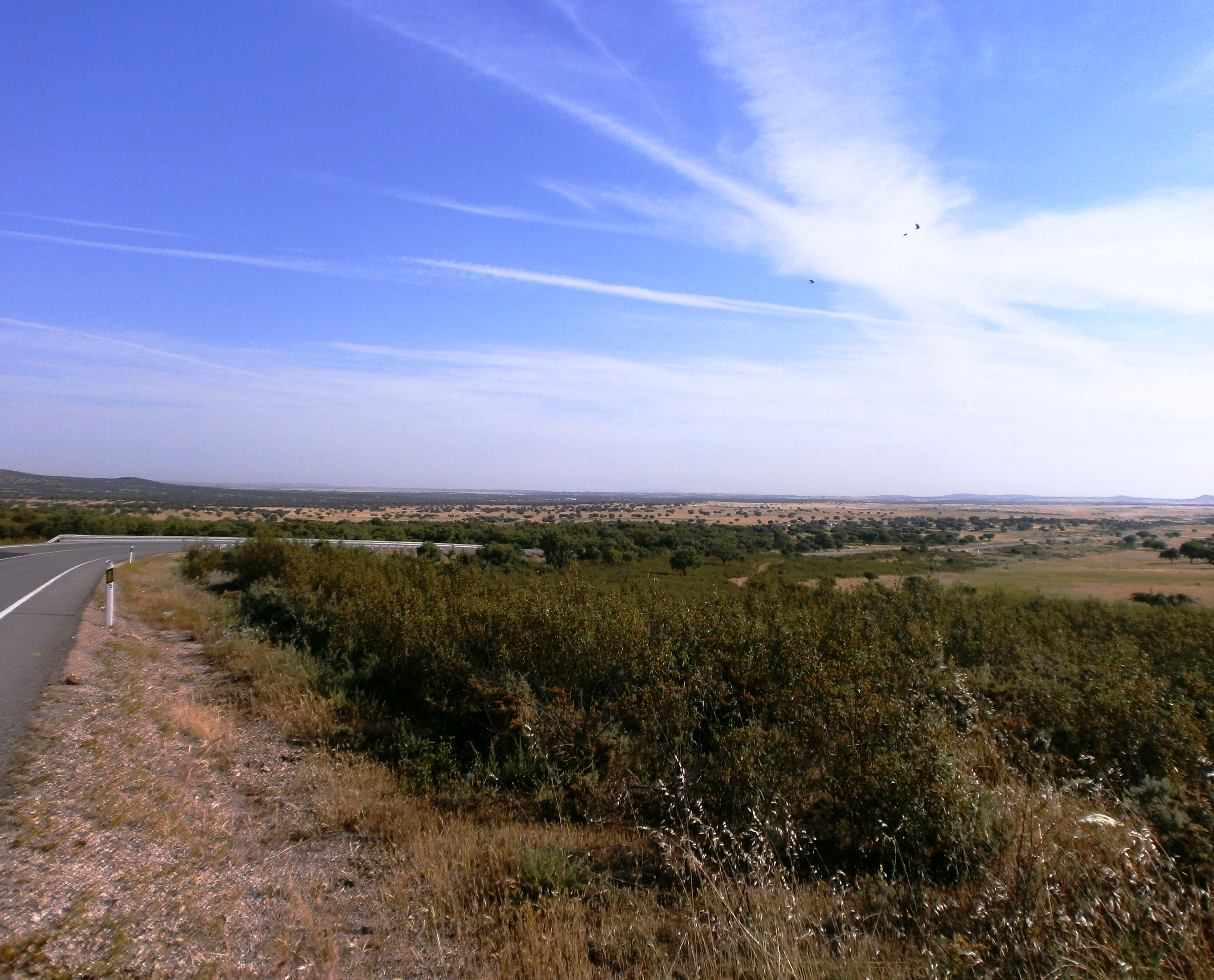
Otra vista

La zona Llanos de Cáceres y Sierra de Fuentes es un espacio natural de Extremadura (España). En 1989 fue clasificado como Zona de Especial Protección para las Aves (ZEPA). En 1998 se incluyó dentro de la Red de Espacios Naturales Protegidos de Extremadura con la figura de Zona especial de conservación.

## Contexto geográfico
Se trata de un área extensa de llanuras con suaves pendientes que se extiende desde Brozas hasta Trujillo, asentadas sobre la penillanura trujillano-cacereña y que quedan enmarcadas por las formaciones montañosas de la Sierra de San Pedro, cierre natural de Los Llanos.
La actividad humana ha sido significativa para la constitución actual del paisaje, especialmente a través de la producción ganadera.

## Geología
Los Llanos de Cáceres son el relieve más antiguo de Extremadura. Su formación se remonta hasta el periodo Cámbrico, durante la Era paleozoica. El río Tajo y sus afluentes, como el Tamuja o el Almonte han ido erosionando el terreno hasta conformar la llanura actual.
Están compuestos principalmente por pizarra y granito.

## Desvinculaciones de la ZEPA
En febrero de 2022, el alcalde de Cáceres, Luis Salaya del PSOE, declaró que el cerro Arropé y otros terrenos serán desvinculados de la Zepa de los Llanos de Cáceres y de Sierra de Fuentes, merced a una iniciativa de la Junta de Extremadura.  En los terrenos desvinculados se construiría un complejo religioso.  Con la elección del alcalde Rafael Mateos del Partido Popular, se optó preservar la integridad de la ZEPA y respetar los derechos mineros, por lo que el ente religioso compró un terreno en otro sitio, pasando el proyecto religioso a ser privado, ya no público.

## Límites
Al norte, los ríos Tajo y Almonte se interponen ante las estribaciones de las sierras que nacen en Gredos y Villuercas, dando paso a terrenos menos abruptos. Sierra de Fuentes es la principal formación montañosa dentro de la llanura, destacando como una gran isla inmersa en los pastizales. En el centro de los Llanos se encuentra el embalse de Guadiloba, con su peculiar forma de dragón.
El espacio protegido incluye las mejores zonas para las aves, quedando en gran parte limitado por los riberos del río Tamuja y del río Almonte.
La superficie de la Zona de Especial Conservación incluye algo más de 70 000 ha pertenecientes a los términos municipales de Cáceres, Sierra de Fuentes, Torreorgaz, Torrequemada, Torremocha y Aldea del Cano.